# 안현준 (아나운서)
안현준(1988년 10월 29일 ~ )은 대한민국의 케이블 방송국 SBS 스포츠의 스포츠캐스터이다.

## 학력
- 연세대학교 성악과 (학사)

## 경력
- 2014년 ~ 2016년 TJB 아나운서
- 2016년 SBS 스포츠 아나운서